# Paróquias e dependências de Antígua e Barbuda
Antígua e Barbuda é uma ilha-nação composta de Antígua, que, juntamente com o seu satélite de ilhotas e rochedos, é dividida em seis  paróquias; e duas dependências, as ilhas Barbuda e Redonda.
| Map of the parishes of Antigua |                         |              |          |                      |
| No.                            | Paróquia ou Dependência | Capital      | Área km² | População Censo 2001 |
| 1                              | Saint George            | Piggots      | 24.41    | 6 673                |
| 2                              | Saint John              | Saint John's | 66.96    | 45 346               |
| 3                              | Saint Mary              | Bolans       | 63.55    | 6 793                |
| 4                              | Saint Paul              | Falmouth     | 45.27    | 7 848                |
| 5                              | Saint Peter             | Parham       | 32.37    | 5 439                |
| 6                              | Saint Philip            | Carlisle     | 40.67    | 3 462                |
|                                | Barbuda                 | Codrington   | 160.58   | 1 325                |
|                                | Redonda                 | n/a          | 1.50     | 0                    |
|                                | Antígua e Barbuda       | Saint John's | 435.31   | 76 886               |